# Huang Jiqing
Huang Jiqing, aussi appelé T. K. Huang, né le 30 mars 1904 à Renshou dans la province du Sichuan et mort le 22 mars 1995, est l'un des principaux géologues chinois du XXe siècle. Outre ses travaux sur la tectonique, il est l'auteur de grandes découvertes d'hydrocarbures en Chine. Il a aussi formé plusieurs générations de géologues chinois aux techniques et méthodes occidentales.
Un prix Huang Jiqing a été créé en 2001 par le gouvernement chinois pour distinguer chaque année les jeunes géologues chinois les plus méritants.

## Biographie
Après un diplôme obtenu à Pékin en 1928, il commence à s'intéresser à la géologie des montagnes au Sud du Sichuan. Il obtient ainsi une bourse en 1932 pour aller faire un doctorat de géologie à Neuchâtel (Suisse), avec le professeur Émile Argand, et il rentre en 1936 en Chine.
En 1937, il est nommé secrétaire de la Société géologique de Chine, et il mène des recherches pétrolières, et trouve du pétrole à Yumen. Il accède alors au poste de directeur de la recherche géologique de l'Institut central de géologie de Chine, dont il démissionne en 1940.
Il devient alors éditeur de la Revue de l'Union de géologie de Chine. Il commence à travailler à la réalisation de cartes géologiques de Chine. Il devient chargé de cours à l'Université de Pékin (1942) puis professeur (1946). Il devient membre de l'Académie chinoise des sciences en 1955.
De 1957 à 1974, il travaille dans l'exploration pétrolière et l'exploitation du pétrole et du gaz. À partir de 1974, il a un poste à temps plein au Centre de géologie de l'Académie des sciences.

## Œuvre scientifique
Les connaissances de Huang Jiqing en tectonique lui ont permis d'être un pionnier en matière d'interprétation de la formation des montagnes en Chine, et notamment de l'Himalaya, et son ouvrage de 1945 sur le sujet fera référence. Il est le premier géologue chinois à avoir pleinement adhéré à la théorie de la dérive des continents et de la tectonique des plaques, et à avoir démontré que cette théorie était incontournable pour expliquer la tectonique propre à la Chine.
Il a aussi formé un très grand nombre de jeunes géologues, prônant toujours la supériorité de l'observation sur les théories, ou bien la nécessité de soumettre les idées à un esprit critique.
Il reçoit en 1980 un doctorat honoris causa de l'ETH Zurich.